# Pere Garriga i Marill
Pere Garriga i Marill (Esparreguera, província de Barcelona, 30 d'octubre de 1842 - les Corts, 31 de desembre de 1890) o Taquígraf Garriga fou un sacerdot i filòsof català.
Cursa el batxillerat en l'Institut de Barcelona i la carrera eclesiàstica i la de filosofia i lletres, sent anomenat coadjutor de la parròquia de Sant Josep de Gràcia; de la de Sant Miquel del Port de la Barceloneta i de l'església del Carme de Barcelona.
El 1871 dimití d'aquest càrrec, després d'haver-se llicenciat en dret civil i canònic i en filosofia i lletres, traslladant-se a Madrid, on es doctorà en les expressades assignatures i cursà la carrera de bibliotecari. Va ser penitenciari de San Francisco el Grande des de 1873 fins al 1881, en què es traslladà a Santiago de Cuba, on desenvolupà els càrrecs de provisor i vicari general de l'arquebisbat i de vicerector i catedràtic del Seminari; però poc temps després es veié obligat, per motius de salut, a tornar a Espanya, sent nomenat el 1882 catedràtic de psicologia, lògica i ètica a l'Institut de Maó i traslladat el mateix any a Guadalajara i a Lleida, on explicà la mateixa assignatura.
Va donar renom a Garriga i Marill el seu sistema taquigràfic, que es distingia essencialment dels altres emprats a Espanya en l'anàlisi de les paraules, en l'estructura sistemàtica i en la disposició i classificació dels tres ordres de signes que estableix com fonament de la taquigrafia. Els seus nombrosos adeptes acordaren fundar la primera societat taquigràfica espanyola amb el nom de Corporació taquigràfica del sistema Garriga, constituïda el 1872.
El 1864 Garriga i Marill publicà La taquigrafia sistemàtica, de la se'n feren diverses edicions, i efectivament donà a estampar: Taquigrafia que se enseña oficilamente en el Instituto de Barcelona bajo la protección de su Diputación provincial (Madrid, 1875), Taquigrafia y su historia universal (Madrid, 1879), i Taquigrafia con su comparaciónés historia universal (Barcelona 1887). A més publicà. entre altres obres:
- Los absurdos del folleto <<Dios>> del señor Sunyer i Capdevila (Barcelona, 1869).
- Plan de la República española (Madrid, 1875).
- Lógica (Barcelona, 1888).
- Ontologia (Barcelona, 1884).
- Etica (Barcelona, 1888).

Figura en aquestes últimes obres, algunes de les quals van encapçalades amb la denominació de La sabiduría y su lenguaje, al costat de síntesis extravagants, observacions i comentaris de singular vàlua ideològica.
Garriga i Marill havia estat deixeble de Llorens, del qual rebé sens dubte l'entusiasme per la filosofia i la tendència conciliadora en l'acarament dels sistemes, però li mancava l'esperit observador i la moderació metafísica que aturava en el límit precís el seu savi mestre. Un minuciós estudi dels llibres de filosofia i dels manuscrits que sembla deixà aquell docte sacerdot, ens revelen factors distints en la seva formació, probablement una marcada tendència ontologista i semi-schellingiana.
El 1929 l'ajuntament de Barcelona li dedicà un carrer de les Corts, que duu el nom de taquígraf Garriga.